# Liścień

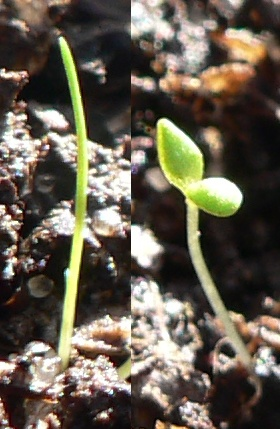
Porównanie siewek rośliny jednoliściennej (jeden liścień) i dwuliściennej (dwa liścienie)

Liścień, liść zarodkowy – liść powstający w rozwijającym się zarodku. U niektórych roślin są to jedyne liście obecne w dojrzałym nasieniu, u innych (np. u fasoli) między liścieniami powstaje pączek z zawiązkami kolejnych liści. Liścienie są krótkowieczne i szybko odpadają po rozwinięciu przez roślinę kolejnych liści.
Liścienie często gromadzą materiały zapasowe umożliwiające rozwój młodej roślinie w pierwszym okresie po kiełkowaniu. Funkcja zapasowa może dominować do tego stopnia, że liścienie pozostają otoczone łupiną nasienną pod ziemią lub na jej powierzchni odżywiając rozwijającą się siewkę (kiełkowanie podziemne). Czasem liścienie bywają zredukowane i jedynie pośredniczą między bielmem i zarodkiem zaopatrując go w substancje odżywcze. U roślin cechujących się kiełkowaniem nadziemnym liścienie wynoszone są nad powierzchnię ziemi i zazieleniają się pełniąc funkcję asymilacyjną. 
Liczba liścieni jest określona i stała w różnych grupach systematycznych roślin. Ich liczba była przez długi czas ważnym kryterium podziału systematycznego okrytonasiennych na dwa taksony – jednoliściennych i dwuliściennych. Wraz z rozwojem wiedzy o filogenezie roślin okazało się, że dwuliścienne to takson parafiletyczny. W niektórych grupach systematycznych budowa liścieni ma istotne znaczenie diagnostyczne – np. w rodzinach trudziczkowatych Combretaceae i ostrojowatych Gesneriaceae, w rodzajach  fasola Phaseolus i jaskier Ranunculus. Wśród tradycyjnie wyróżnianych dwuliściennych odmienną ich liczbą wyróżniają się m.in. rodzaje Degeneria i Idiospermum, wyposażone w 3–4 liścienie.
| Gromada  | Podgromada     | Klasa          | Liczba liścieni                     |
| -------- | -------------- | -------------- | ----------------------------------- |
| nasienne | nagonasienne   | iglaste        | zależne od gatunku, zazwyczaj wiele |
| nasienne | nagonasienne   | miłorzębowe    | zależne od gatunku, zazwyczaj wiele |
| nasienne | nagonasienne   | sagowce        | zależne od gatunku, zazwyczaj wiele |
| nasienne | nagonasienne   | gniotowe       | zależne od gatunku, zazwyczaj wiele |
| nasienne | okrytonasienne | jednoliścienne | jeden                               |
| nasienne | okrytonasienne | dwuliścienne   | dwa                                 |